# Fenómeno del papel higiénico de 2020
El fenómeno del papel higiénico de 2020 consistió en la adquisición impulsiva  y desenfrenada de este producto durante la pandemia de COVID-19 de ese mismo año. Afectó a numerosos países del mundo, como España, Hong Kong, Japón, Reino Unido, Estados Unidos, Francia, Singapur, Australia y ciertos países latinoamericanos. Las compras masivas trajeron consigo el agotamiento de este artículo en diversos supermercados alrededor del mundo, así como las limitaciones para adquirirlo en algunas zonas.

## Causas psicológicas
El fenómeno se ha convertido en objeto de estudio para muchos psicólogos. Diversos estudios de esta naturaleza revelan que las causas son las siguientes:
- Falta de información. La desinformación sobre el COVID-19 ha cosechado la vulnerabilidad entre la población, desencadenando la búsqueda de todo tipo mecanismos de protección. Al mismo tiempo, la falta de claridad en la información proporcionada por los gobiernos ha contribuido a la expansión de mensajes contradictorios que han confundido a las masas. Se ha dicho que el virus es peligroso pero que todo cuanto debe hacerse para evitar su propagación es lavarse las manos. Así, se han tomado decisiones impulsivas y desproporcionadas, dando lugar a fenómenos como este.[5]
- Efecto visual. Las bolsas de rollos de papel higiénico son muy voluminosas. Por ello, llaman la atención y proporcionan una sensación de seguridad en situaciones de crisis. Debido a su considerable tamaño, su agotamiento en los supermercados genera una sensación de desabastecimiento en los consumidores, lo que les lleva a adquirir automáticamente este producto.[5][6]
- Efecto imitación. La tendencia a la compra impulsiva por parte de muchos consumidores lleva a otros a calcar su comportamiento, multiplicando la fuerza del efecto.[5][6]
- Primera necesidad. En situaciones de crisis, las personas intentamos, por intuición, cubrir nuestras necesidades básicas a toda costa. La higiene es una de ellas y proporciona una acusada sensación de control y seguridad.[5][6]

## Galería

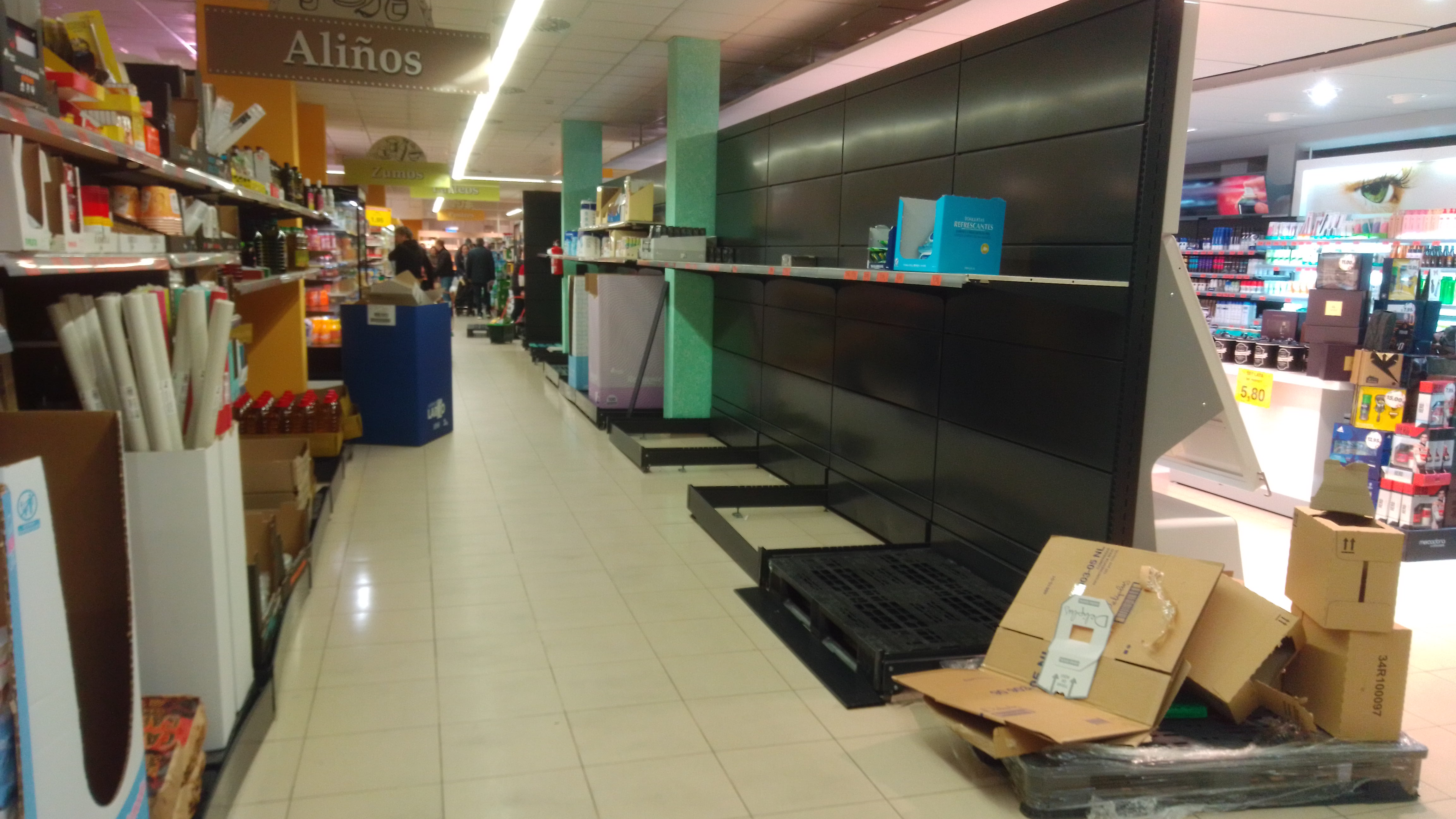
Valladolid (España)
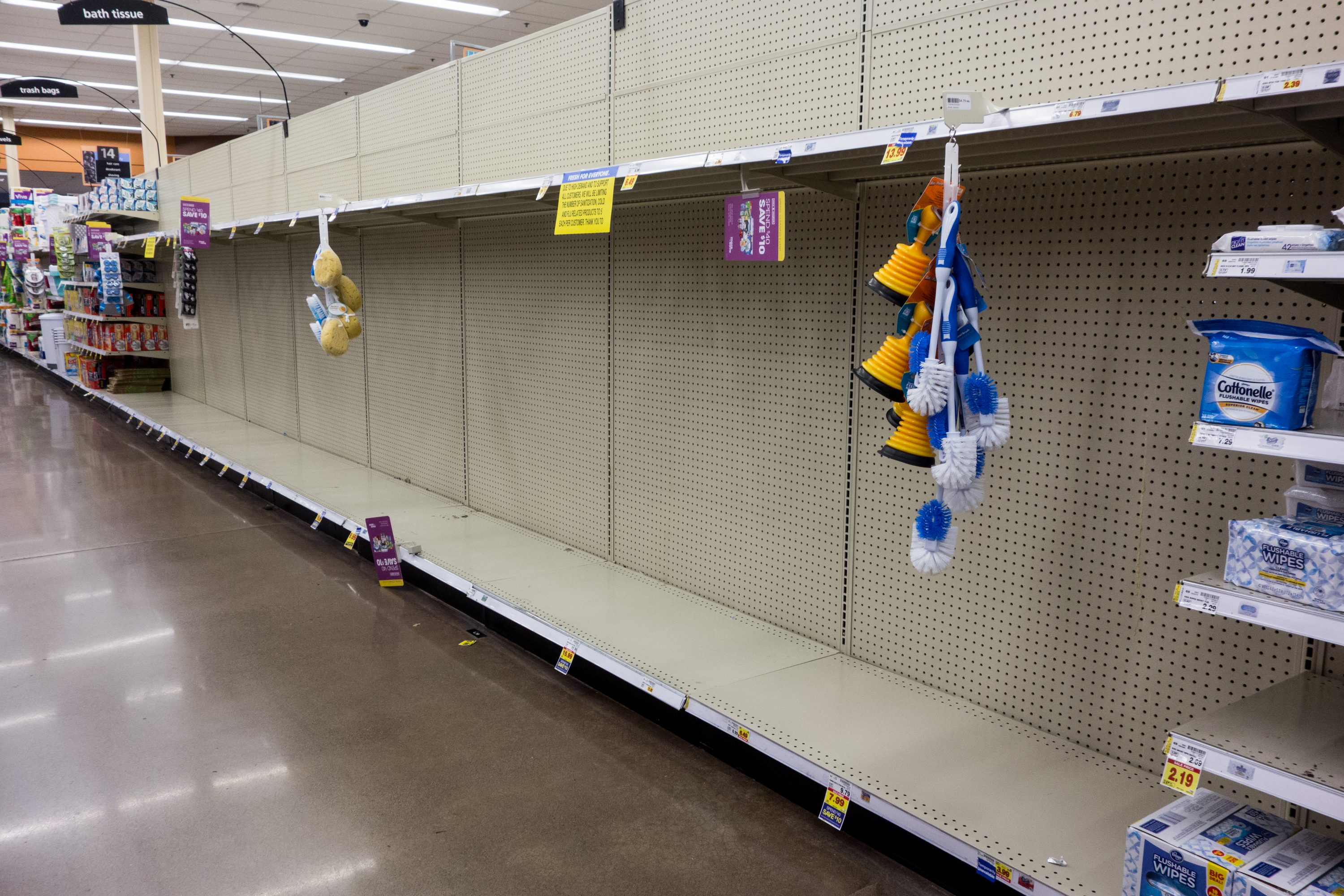
Wuhan
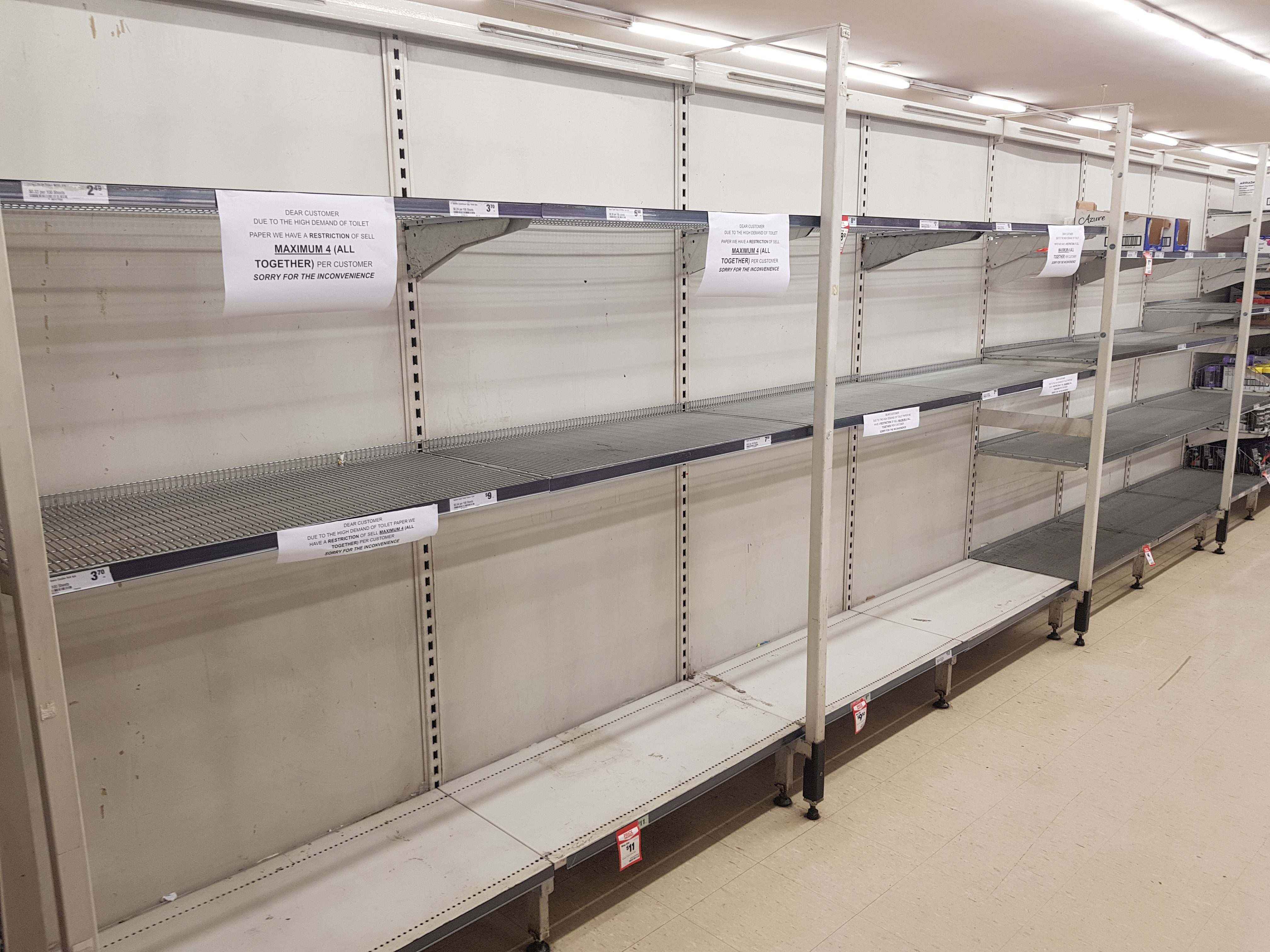
Sídney
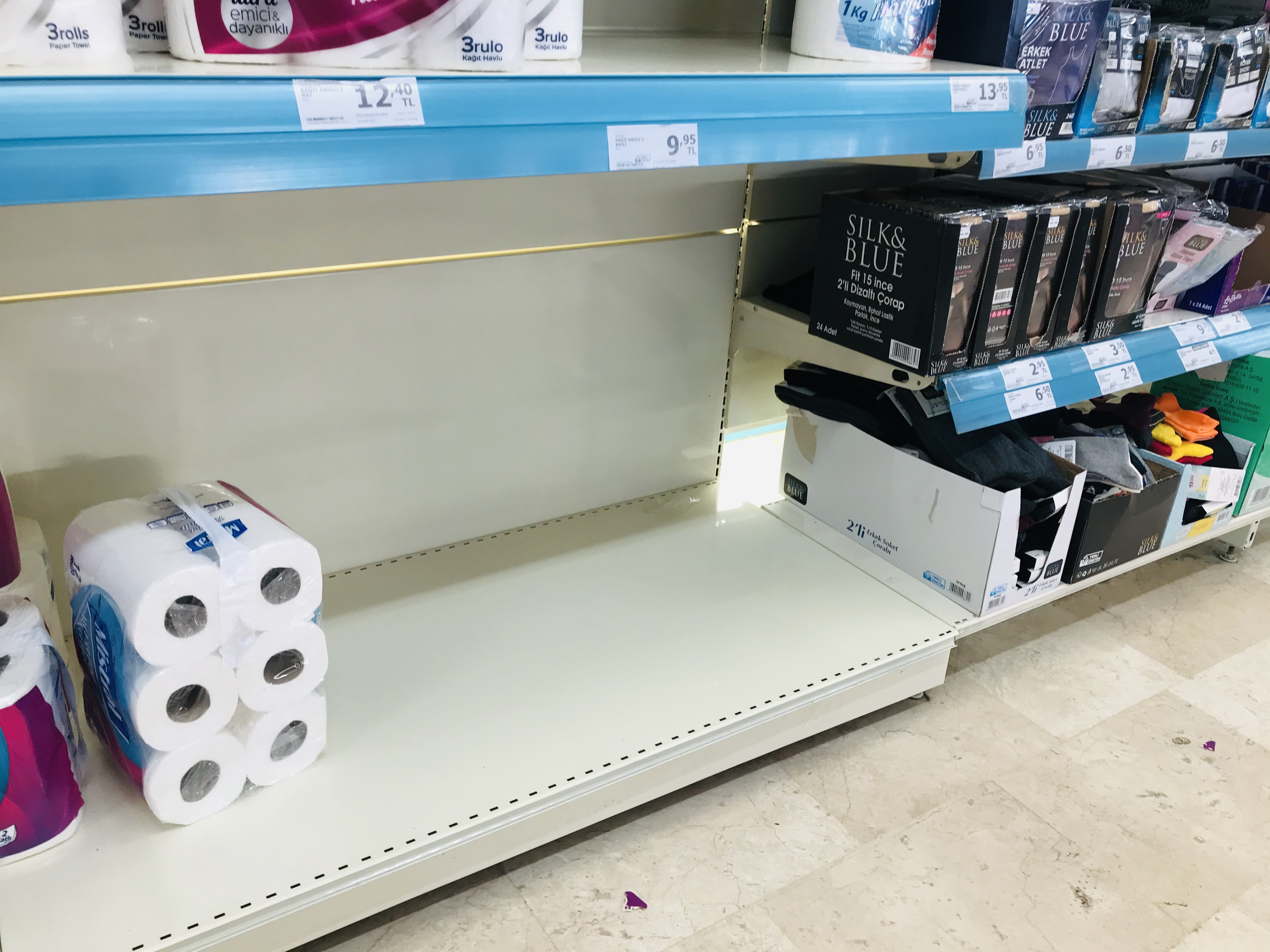
Estambul
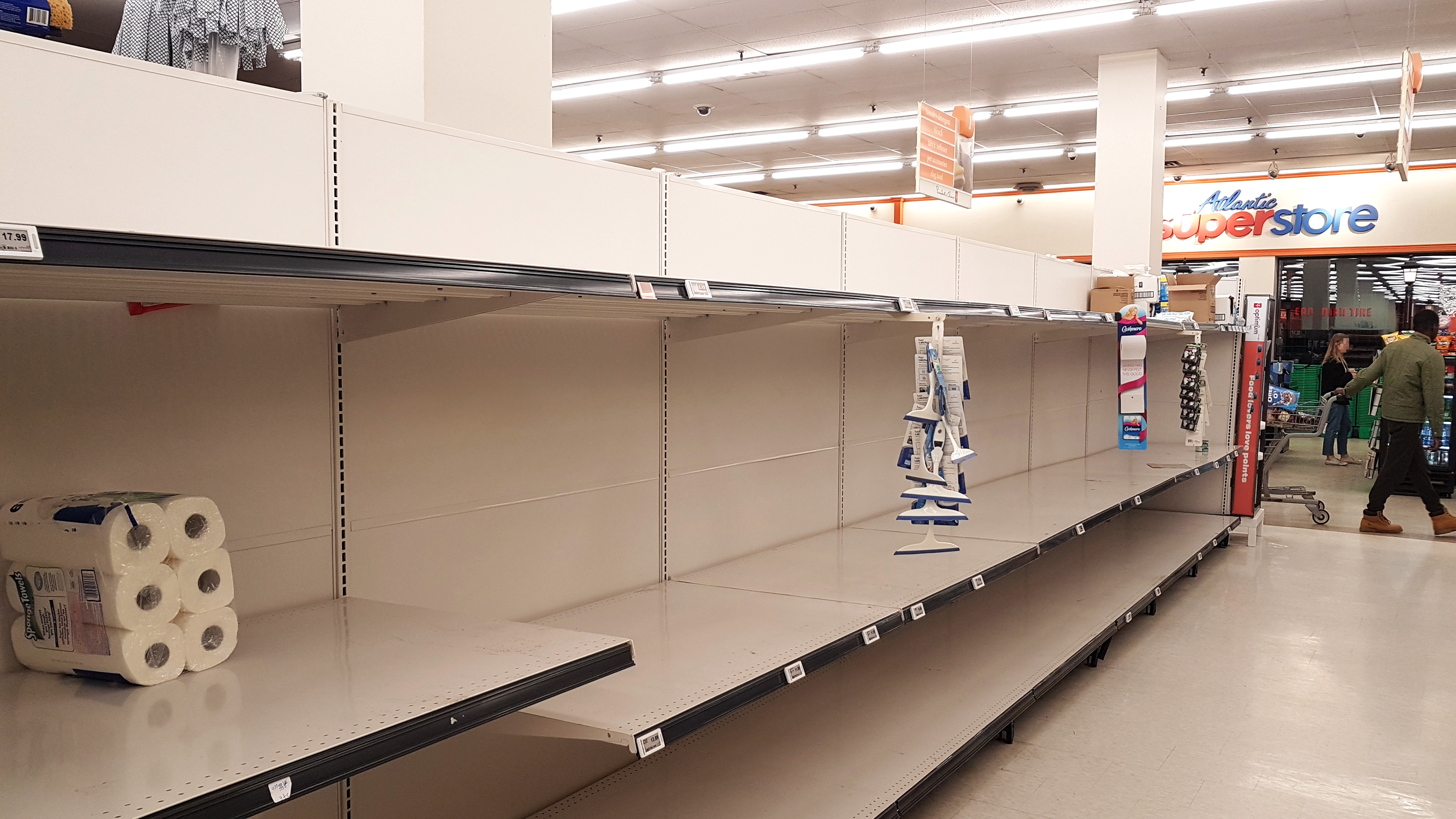
Halifax (Canadá)